# Jardin Anne-Frank
Le jardin Anne-Frank est un espace vert du quartier Sainte-Avoye du 3e arrondissement de Paris, au 14, impasse Berthaud.

## Situation et accès
Le site est accessible par le 14, impasse Berthaud.
Il est desservi par la ligne 11 à la station de métro Rambuteau.

## Description

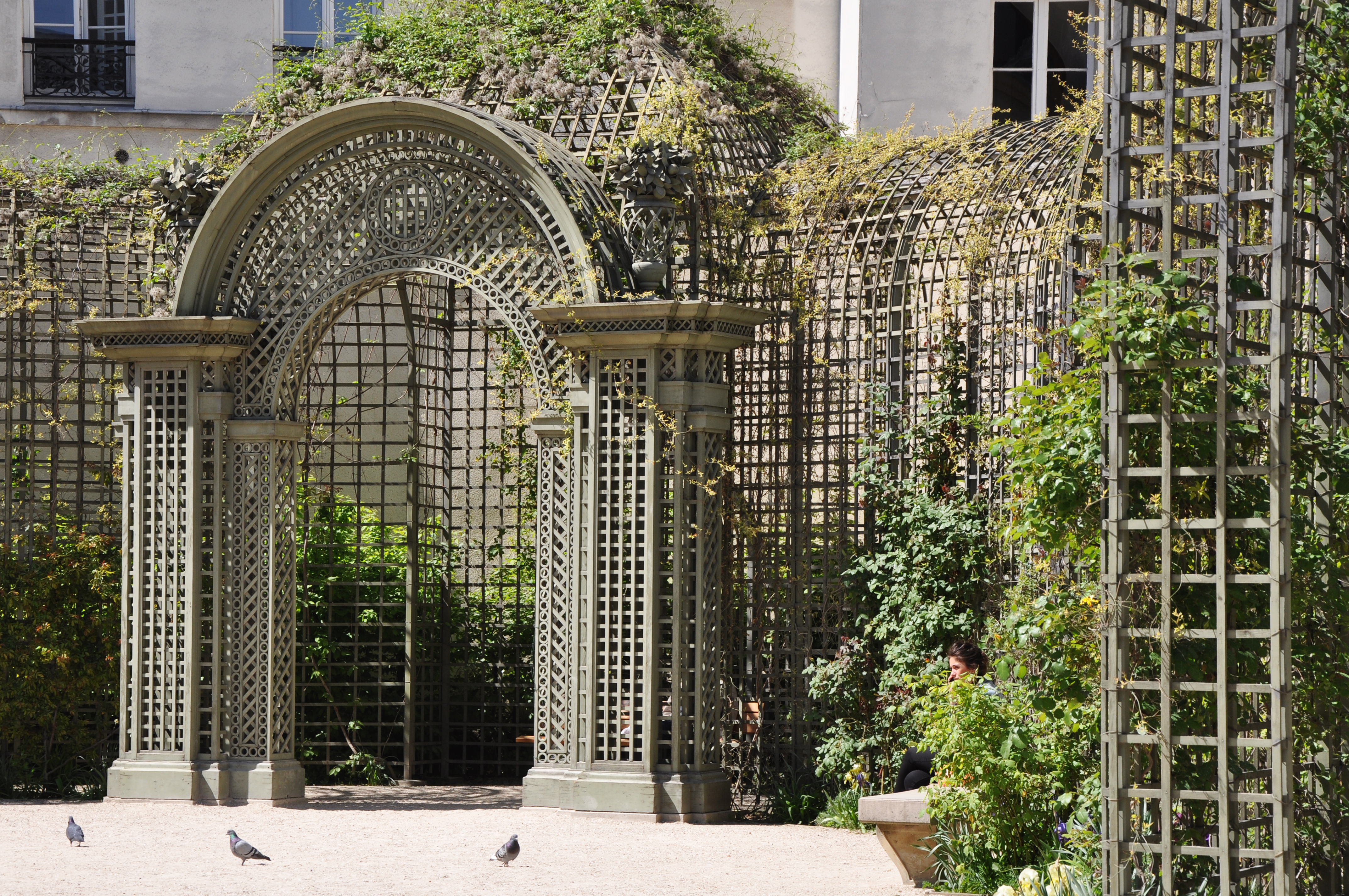
Treillage du jardin.

La cérémonie d'inauguration, au cours de laquelle a été planté un rejet du marronnier d'Anne Frank, s'est déroulée le 20 juin 2007 en présence de Bertrand Delanoë, maire de Paris, Pierre Aidenbaum, maire du 3e arrondissement, et Hans Westra, directeur de la Maison Anne-Frank à Amsterdam.
Ce jardin s'étend sur 4 000 m2 dans les anciens jardins de l’hôtel de Saint-Aignan, où se trouve aujourd'hui le musée d'art et d'histoire du judaïsme (entrée par la rue du Temple). C'est le seul jardin public municipal du quartier Sainte-Avoye.
Un groupe statuaire en hommage à Paul Celan, œuvre d'Alexander Polzin (de), est installé à l'entrée du jardin en 2016.

## Origine du nom
Ce jardin honore Annelies Marie Frank, plus connue sous le nom d'Anne Frank qui a écrit un journal intime, Le Journal d'Anne Frank, alors qu'elle se cachait avec sa famille et quatre amis à Amsterdam pendant l'occupation allemande, durant la Seconde Guerre mondiale dans le but d'échapper à la Shoah.